# Europese kampioenschappen schaatsen 2025
De Europese kampioenschappen schaatsen 2025 vonden op 10, 11 en 12 januari 2025 plaats op de ijsbaan Thialf in Heerenveen, Nederland.
Er stonden vier toernooien op het programma; het EK allround voor mannen, het EK allround voor vrouwen, en het EK sprint voor mannen en vrouwen. Sander Eitrem en Antoinette Rijpma-de Jong pakten de titels bij het allround toernooi. Bij de sprint gingen de titels naar Jenning de Boo en Jutta Leerdam.
Opening van het EK Allround en Sprint 2025 werd verricht door Jan Vayne en Herbert Dijkstra. Zij speelden "Op Schaatse" (op de melodie van Op fietse) en "Winter Games" van David Foster (gecomponeerd voor de Winterspelen van 1988).

## Ereplaatsen
| Kampioenschap    | Goud                                | Zilver                       | Brons                       |
| Mannen allround  | Sander Eitrem Noorwegen             | Peder Kongshaug Noorwegen    | Beau Snellink Nederland     |
| Vrouwen allround | Antoinette Rijpma-de Jong Nederland | Joy Beune Nederland          | Ragne Wiklund Noorwegen     |
| Mannen sprint    | Jenning de Boo Nederland            | Merijn Scheperkamp Nederland | Tim Prins Nederland         |
| Vrouwen sprint   | Jutta Leerdam Nederland             | Femke Kok Nederland          | Suzanne Schulting Nederland |

### Medaillespiegel
| Rang   | Land      | Goud | Zilver | Brons | Totaal |
| ------ | --------- | ---- | ------ | ----- | ------ |
| 1      | Nederland | 3    | 3      | 3     | 9      |
| 2      | Noorwegen | 1    | 1      | 1     | 3      |
| Totaal | Totaal    | 4    | 4      | 4     | 12     |

## Eindklassementen

### Mannen allround
| Rang   | Schaatsster             | Land       | 500m        | 5000m        | 1500m        | 10000m       | Punten  |
| ------ | ----------------------- | ---------- | ----------- | ------------ | ------------ | ------------ | ------- |
| Goud   | Sander Eitrem           | Noorwegen  | 36,79 (6)   | 6.06,20 (1)  | 1.44,27 (2)  | 12.47,90 (2) | 146.561 |
| Zilver | Peder Kongshaug         | Noorwegen  | 35,94 (2)   | 6.13,05 (5)  | 1.44,01 (1)  | 13.13,94 (6) | 147.612 |
| Brons  | Beau Snellink           | Nederland  | 37,67 (14)  | 6.08,91 (2)  | 1.47,38 (9)  | 12.54,76 (3) | 149.092 |
| 4      | Davide Ghiotto          | Italië     | 38,31 (17)  | 6.09,56 (4)  | 1.50,30 (13) | 12.35,96 (1) | 149.830 |
| 5      | Marcel Bosker           | Nederland  | 37,30 (11)  | 6.15,99 (6)  | 1.46,68 (4)  | 13.12,00 (5) | 150.059 |
| 6      | Bart Swings             | België     | 37,38 (12)  | 6.19,35 (7)  | 1.47,02 (6)  | 13.08,30 (4) | 150.403 |
| 7      | Daniele Di Stefano      | Italië     | 36,30 (3)   | 6.24,42 (11) | 1.46,82 (5)  | 13.34,95 (7) | 151.095 |
| 8      | Kim Min-seok            | Hongarije  | 35,63 (1)   | 6.32,63 (13) | 1.45,61 (3)  | 14.05,75 (8) | 152.382 |
| NC9    | Kristian Gamme Ulekleiv | Noorwegen  | 36,99 (8)   | 6.23,36 (9)  | 1.47,33 (8)  |              | 111.102 |
| NC10   | Vladimir Semirunniy     | Polen      | 37,27 (10)  | 6.24,16 (10) | 1.47,32 (7)  |              | 111.459 |
| NC11   | Andrea Giovannini       | Italië     | 37,43 (13)  | 6.21,55 (8)  | 1.48,48 (11) |              | 111.745 |
| NC12   | Indra Médard            | België     | 36,52 (4)   | 6.34,10 (15) | 1.47,83 (10) |              | 111.873 |
| NC13   | Valentin Thiebault      | Frankrijk  | 36,57 (5)   | 6.34,47 (16) | 1.48,94 (12) |              | 112.330 |
| NC14   | Fridtjof Petzold        | Duitsland  | 38,33 (18)  | 6.25,54 (12) | 1.50,71 (14) |              | 113.787 |
| NC15   | Philip Due Schmidt      | Denemarken | 38,22 (16)  | 6.38,50 (17) | 1.53,57 (16) |              | 115.926 |
| NC16   | Prokop Stodola          | Tsjechië   | 37,24 (9)   | 6.53,47 (19) | 1.52,33 (15) |              | 116.030 |
| DNF3   | Konstantin Götze        | Duitsland  | 36,96 (7)   | 6.38,92 (18) | DNF          |              | 76.852  |
| NS3    | Mathieu Belloir         | Frankrijk  | 37,82 (15)  | 6.33,95 (14) | DNS          |              | 77.215  |
| DNF2   | Bogdan Bauer            | Duitsland  | 39,20 (19)  | DNF          |              |              |         |
| DQ     | Chris Huizinga          | Nederland  | 6.09,48 (3) | DNS          |              |              |         |

### Vrouwen allround
| Rang   | Schaatsster               | Land       | 500m       | 3000m        | 1500m        | 5000m       | Punten  |
| ------ | ------------------------- | ---------- | ---------- | ------------ | ------------ | ----------- | ------- |
| Goud   | Antoinette Rijpma-de Jong | Nederland  | 38,50 (1)  | 4.01,61 (5)  | 1.54,69 (2)  | 7.02,13 (5) | 159.211 |
| Zilver | Joy Beune                 | Nederland  | 39,31 (2)  | 4.00,39 (2)  | 1.54,60 (1)  | 6.57,55 (3) | 159.330 |
| Brons  | Ragne Wiklund             | Noorwegen  | 40,16 (9)  | 3.59,43 (1)  | 1.56,39 (3)  | 6.50,81 (1) | 159.942 |
| 4      | Merel Conijn              | Nederland  | 39,85 (6)  | 4.01,48 (4)  | 1.57,50 (5)  | 6.52,43 (2) | 160.505 |
| 5      | Francesca Lollobrigida    | Italië     | 39,70 (4)  | 4.00,37 (2)  | 1.57,19 (4)  | 6.58,40 (4) | 160.674 |
| 6      | Sandrine Tas              | België     | 40,03 (8)  | 4.08,07 (6)  | 1.58,62 (7)  | 7.12,24 (6) | 164.139 |
| 7      | Josie Hofmann             | Duitsland  | 41,56 (13) | 4.09,63 (7)  | 1.59,70 (8)  | 7.14,85 (7) | 166.550 |
| 8      | Natalia Jabrzyk           | Polen      | 39,69 (3)  | 4.15,82 (11) | 1.58,60 (6)  | 7.31,51 (8) | 167.010 |
| NC9    | Jeannine Rosner           | Oostenrijk | 39,99 (7)  | 4.12,91 (10) | 1.59,85 (9)  |             | 122.091 |
| NC10   | Maira Jasch               | Duitsland  | 41,91 (14) | 4.11,03 (8)  | 2.00,74 (10) |             | 124.024 |
| NC11   | Olga Piotrowska           | Polen      | 39,83 (5)  | 4.22,50 (16) | 2.01,57 (11) |             | 124.103 |
| NC12   | Aurora Grinden Løvås      | Noorwegen  | 40,68 (10) | 4.22,32 (15) | 2.02,06 (13) |             | 125.086 |
| NC13   | Veronica Luciani          | Italië     | 41,24 (11) | 4.20,59 (20) | 2.02,71 (14) |             | 125.574 |
| NC14   | Alice Marletti            | Italië     | 43,14 (17) | 4.11,97 (9)  | 2.02,04 (12) |             | 125.815 |
| NC15   | Julia Nizan               | Frankrijk  | 42,03 (15) | 4.19,57 (13) | 2.05,64 (16) |             | 127.171 |
| NC16   | Zuzana Kuršová            | Tsjechië   | 42,81 (16) | 4.19,09 (12) | 2.04,09 (15) |             | 127.354 |
| NC17   | Veronika Antošová         | Tsjechië   | 41,26 (12) | 4.38,88 (17) | 2.09,20 (17) |             | 130.806 |

### Mannen sprint
| Rang   | Schaatser             | Land       | 500m       | 1000m        | 500m       | 1000m        | Punten  |
| ------ | --------------------- | ---------- | ---------- | ------------ | ---------- | ------------ | ------- |
| Goud   | Jenning de Boo        | Nederland  | 34,47 (1)  | 1.07,29 (1)  | 34,39 (1)  | 1.08,33 (2)  | 136.670 |
| Zilver | Merijn Scheperkamp    | Nederland  | 34,60 (2)  | 1.08,19 (3)  | 34,58 (2)  | 1.08,50 (4)  | 137.525 |
| Brons  | Tim Prins             | Nederland  | 35,03 (9)  | 1.07,89 (2)  | 34,85 (3)  | 1.08,04 (1)  | 137.845 |
| 4      | Damian Żurek          | Polen      | 34,66 (3)  | 1.08,32 (5)  | 35,18 (7)  | 1.08,38 (3)  | 138.190 |
| 5      | Marten Liiv           | Estland    | 34,88 (6)  | 1.08,46 (6)  | 34,85 (3)  | 1.08,74 (5)  | 138.330 |
| 6      | Hendrik Dombek        | Duitsland  | 35,00 (8)  | 1.08,22 (4)  | 35,24 (8)  | 1.09,10 (7)  | 138.900 |
| 7      | Marek Kania           | Polen      | 34,90 (7)  | 1.08,82 (9)  | 34,91 (5)  | 1.09,62 (8)  | 139.030 |
| 8      | Piotr Michalski       | Polen      | 34,80 (4)  | 1.08,61 (7)  | 35,45 (11) | 1.10,02 (10) | 139.565 |
| 9      | David Bosa            | Italië     | 35,10 (10) | 1.09,39 (10) | 35,46 (12) | 1.09,70 (9)  | 140.105 |
| 10     | Bjørn Magnussen       | Noorwegen  | 34,82 (5)  | 1.09,73 (12) | 35,02 (6)  | 1.10,86 (14) | 140.135 |
| 11     | Mathias Vosté         | België     | 35,36 (14) | 1.08,72 (8)  | 36,04 (15) | 1.09,07 (6)  | 140.295 |
| 12     | Nil Llop Izquierdo    | Spanje     | 35,18 (13) | 1.09,69 (11) | 35,39 (11) | 1.10,25 (11) | 140.540 |
| 13     | Henrik Fagerli Rukke  | Noorwegen  | 35,15 (12) | 1.09,88 (13) | 35,52 (13) | 1.10,26 (12) | 140.740 |
| 14     | Pål Myhren Kristensen | Noorwegen  | 35,10 (10) | 1.11,17 (16) | 35,39 (9)  | 1.10,92 (15) | 141.535 |
| 15     | Moritz Klein          | Duitsland  | 35,61 (15) | 1.10,15 (14) | 36,08 (16) | 1.11,08 (16) | 142.305 |
| 16     | Francesco Betti       | Italië     | 36,38 (20) | 1.10,84 (15) | 36,53 (18) | 1.10,85 (13) | 143.755 |
| 17     | Robbe Beelen          | België     | 35,99 (18) | 1.11,51 (18) | 36,52 (17) | 1.11,73 (17) | 144.130 |
| 18     | Ignaz Gschwentner     | Oostenrijk | 35,95 (17) | 1.12,80 (19) | 35,96 (14) | 1.12,83 (18) | 144.725 |
| 19     | Joonas Valge          | Estland    | 36,36 (19) | 1.13,01 (20) | 36,66 (19) | 1.13,24 (19) | 146.145 |
| DNF3   | Tuukka Suomalainen    | Finland    | 35,76 (16) | 1.11,38 (17) | DNF        |              | 71.450  |

### Vrouwen sprint
| Rang   | Schaatser              | Land       | 500m       | 1000m        | 500m       | 1000m        | Punten  |
| ------ | ---------------------- | ---------- | ---------- | ------------ | ---------- | ------------ | ------- |
| Goud   | Jutta Leerdam          | Nederland  | 37,77 (2)  | 1.14,21 (1)  | 37,96 (3)  | 1.14,45 (1)  | 150.060 |
| Zilver | Femke Kok              | Nederland  | 37,58 (1)  | 1.14,97 (2)  | 37,53 (1)  | 1.15,01 (2)  | 150.100 |
| Brons  | Suzanne Schulting      | Nederland  | 37,82 (3)  | 1.15,40 (3)  | 37,96 (3)  | 1.15,31 (3)  | 151.135 |
| 4      | Kaja Ziomek-Nogal      | Polen      | 37,92 (4)  | 1.16,71 (7)  | 37,65 (2)  | 1.16,65 (5)  | 152.250 |
| 5      | Karolina Bosiek        | Polen      | 38,39 (5)  | 1.16,09 (4)  | 39,01 (7)  | 1.16,61 (4)  | 153.750 |
| 6      | Sofia Thorup           | Denemarken | 38,77 (7)  | 1.16,15 (5)  | 38,87 (6)  | 1.16,79 (6)  | 154.110 |
| 7      | Isabelle van Elst      | België     | 39,00 (9)  | 1.16,43 (6)  | 39,51 (12) | 1.17,26 (7)  | 155.355 |
| 8      | Serena Pergher         | Italië     | 38,83 (8)  | 1.19,08 (14) | 38,53 (5)  | 1.18,79 (12) | 156.295 |
| 9      | Julie Nistad Samsonsen | Noorwegen  | 39,03 (10) | 1.17,90 (10) | 39,31 (10) | 1.18,10 (9)  | 156.340 |
| 10     | Iga Wojtasik           | Polen      | 39,15 (12) | 1.19,02 (13) | 39,28 (9)  | 1.17,97 (8)  | 156.925 |
| 11     | Giorgia Aiello         | Italië     | 39,48 (14) | 1.18,08 (11) | 39,34 (11) | 1.18,19 (10) | 156.955 |
| 12     | Fran Vanhoutte         | België     | 39,14 (11) | 1.19,28 (15) | 39,27 (8)  | 1.18,38 (11) | 157.240 |
| 13     | Carina Jagtøyen        | Noorwegen  | 39,66 (15) | 1.19,76 (16) | 39,69 (13) | 1.19,74 (13) | 159.100 |
| 14     | Marlen Ehseluns        | Duitsland  | 39,92 (16) | 1.18,20 (12) | 40,31 (14) | 1.20,43 (14) | 159.545 |
| DQ     | Lea-Sophie Scholz      | Duitsland  | 39,22 (13) | 1.17,16 (8)  | DQ         |              | 77.800  |
| DNS3   | Vanessa Herzog         | Oostenrijk | 38,55 (6)  | 1.17,62 (9)  | DNS        |              | 77.360  |
| DQ     | Luisa María González   | Spanje     | DQ         |              |            |              | -       |